# 比博纳
比博纳（義大利語：Bibbona），是意大利托斯卡纳大区利佛诺省的一个市镇。总面积65.55平方公里，人口3266人，人口密度49.8人/平方公里（2009年）。ISTAT代码为049001。